# Charles-Jean de La Vallée Poussin
Charles-Jean de La Vallée Poussin (Leuven, 1866. augusztus 14. – Brüsszel, 1962. március 2.) belga matematikus, aki (Jacques Hadamard-ral egyidőben, de tőle függetlenül) bebizonyította a prímszámtételt.